# Ducat

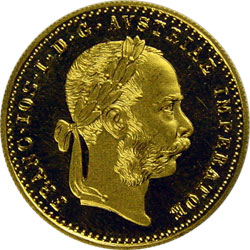
ducat vàng của Đế quốc Áo-Hung với mặt trước là chân dung của Hoàng đế Franz-Josef, 1910

Ducat (/ˈdʌkət/) hay còn gọi là Ducaton, là một loại tiền tệ được đúc dưới dạng đồng xu vàng hoặc bạc. Ducat được sử dụng làm tiền tệ thương mại ở châu Âu từ sau thời Trung cổ cho đến cuối thế kỷ XX. Trong suốt lịch sử của mình, những đồng ducat khác nhau có hàm lượng kim loại và sức mua khác nhau. Đồng ducat vàng của Cộng hòa Venice đã được quốc tế chấp nhận rộng rãi, như đồng hyperpyron của Đế chế Byzantine và đồng florin của Cộng hòa Florence thời Trung cổ, hoặc đồng bảng Anh và đồng đô la Mỹ hiện tại.
Dưới thời thống trị thương mại toàn cầu của Cộng hòa Hà Lan, các tỉnh của nó đã cho đúc các loại xu bạc và vàng với tên gọi là "ducaton", những đồng xu này đã chảy ra khắp thế giới và được tín nhiệm cao.